# Aplocheilichthys hutereaui
Aplocheilichthys hutereaui е вид лъчеперка от семейство Poeciliidae. Видът е незастрашен от изчезване.

## Разпространение
Разпространен е в Ангола, Ботсвана, Демократична република Конго, Замбия, Зимбабве, Камерун, Малави, Мозамбик, Намибия, Нигерия, Уганда, Централноафриканска република, Чад и Южен Судан.

## Описание
На дължина достигат до 3,5 cm.